# 13 luglio
Il 13 luglio è il 194º giorno del calendario gregoriano (il 195º negli anni bisestili). Mancano 171 giorni alla fine dell'anno.

## Eventi
- 1588 – Guerra anglo-spagnola (1585-1604), battaglia di Gravelines: le forze spagnole, guidate dal conte Lamoral di Egmont, sconfiggono i francesi del maresciallo Paul de Thermes
- 1643 – Guerra civile inglese, battaglia di Roundway Down: Lord Henry Wilmot, conte di Rochester e comandante delle forze realiste, ottiene una schiacciante vittoria su quelle del parlamento, guidate da Sir William Waller
- 1709 – A Colonia viene fondata la Johann Maria Farina gegenüber dem Jülichs-Platz (letteralmente "Giovanni Maria Farina di fronte allo Jülichs-Platz"), la fabbrica di profumo più antica del mondo

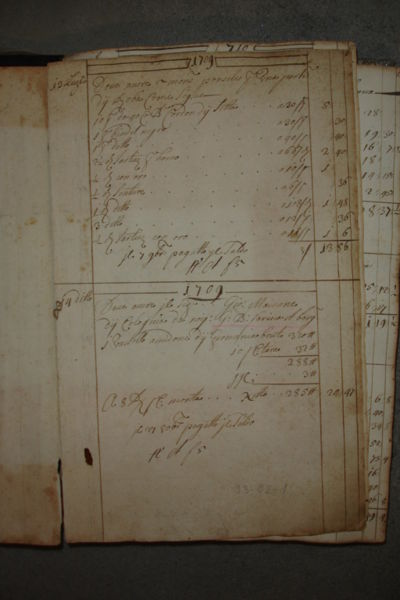
Inizio della registrazione dei documenti di Farina in un libro giornale datato al 13 luglio 1709.

- 1787 – Il Congresso degli Stati Uniti emana la Northwest Ordinance che stabilisce le regole di governo del Territorio del nord-ovest, indica le procedure per l'ammissione dei nuovi Stati, e limita l'espansione della schiavitù
- 1793 – La rivoluzionaria moderata girondina Charlotte Corday uccide il rivoluzionario estremista giacobino Jean-Paul Marat nella sua vasca da bagno; l'episodio verrà immortalato dal pittore Jacques-Louis David nel dipinto La morte di Marat
- 1814 – Italia: a Torino viene istituita l'Arma dei Carabinieri sotto il nome di Corpo dei Carabinieri Reali
- 1854 – Nella battaglia di Guaymas il generale messicano Jose Maria Yanez ferma l'invasione francese guidata dal conte Gaston de Raousset Boulbon
- 1859 – A Firenze esce il primo numero del quotidiano La Nazione
- 1862 – Con la legge n.710/1862, viene istituito il monopolio di Stato del Regno d'Italia sui tabacchi
- 1863 – Guerra di secessione americana: a New York, gli oppositori al reclutamento iniziano tre giorni di rivolte che verranno in seguito considerate come le peggiori nella storia degli Stati Uniti d'America
- 1878
  - Viene firmato il Trattato di Berlino[1]
  - A Roma gli anticlericali, al grido di «al fiume il papa porco», attaccano con sassi e bastoni il corteo funebre di Pio IX nell'intento di gettarne la salma nel Tevere
- 1886 – Papa Leone XIII pubblica l'enciclica Dolemus inter, sulla restaurazione della Compagnia di Gesù
- 1900 – Rivolta dei Boxer: gli alleati europei conquistano Tientsin ai Boxer in rivolta
- 1908 – Le donne competono per la prima volta nei Giochi olimpici moderni
- 1909 – A Cochrane (Ontario) viene scoperto l'oro
- 1914 – A Camerata Cornello (BG), Simone Pianetti uccide nel giro di poche ore ben sette persone fuggendo poi fra i monti circostanti; riuscito a sfuggire alla cattura della polizia e dei carabinieri, non verrà mai ritrovato
- 1917 – Terza apparizione della Madonna di Fátima
- 1920 – A Trieste alcuni nazionalisti italiani incendiano la Narodni dom ("Casa Nazionale"), centro culturale degli sloveni in Italia
- 1923 – Data in cui si suppone sia stata installata la scritta "Hollywood" sul Monte Lee a Los Angeles[2]
- 1930 – Inizia in Uruguay il primo campionato mondiale di calcio con la partita inaugurale a Montevideo
- 1942 – Seconda guerra mondiale: gli U-Boot tedeschi affondano tre mercantili nel Golfo di San Lorenzo
- 1942 –  massacro di Józefów, nei confronti degli ebrei
- 1943 – Seconda guerra mondiale: aerei inglesi bombardano Torino, causando la morte di 792 persone e il ferimento di quasi mille
- 1952 – Inizia la pubblicazione della striscia settimanale a fumetti Treasury of Classic Tales
- 1969 – Unione Sovietica: viene lanciato il satellite Luna 15
- 1973
  - Alexander Butterfield rivela l'esistenza dei Nixon tapes al comitato speciale del Senato che investiga sull'effrazione del Watergate
  - I Queen pubblicano il loro primo album dal titolo omonimo
- 1977 – Un grande blackout a New York della durata di 25 ore consente ai malviventi di perpetrare saccheggi e altri disordini
- 1978 – Il presidente della Ford Motor Company, Lee Iacocca, viene licenziato da Henry Ford II, ponendo termine a una lunga disputa
- 1985
  - Si svolge in varie città del mondo il concerto di beneficenza chiamato Live Aid
  - Serhij Bubka è il primo atleta a superare la barriera dei 6 metri nel salto con l'asta
- 2001 – Il CIO riunitosi a Mosca assegna a Pechino (Cina) la XXIX Olimpiade e le Paraolimpiadi estive 2008
- 2004 – Viene approvata dal Parlamento italiano la legge sul conflitto d'interessi per chi ricopre cariche di governo
- 2006 – Scoppia la seconda guerra in Libano
- 2014 – La Germania batte l'Argentina per 1-0 vincendo il campionato mondiale di calcio 2014 in Brasile
- 2016 – Il primo ministro britannico David Cameron dà le sue dimissioni e gli succede Theresa May

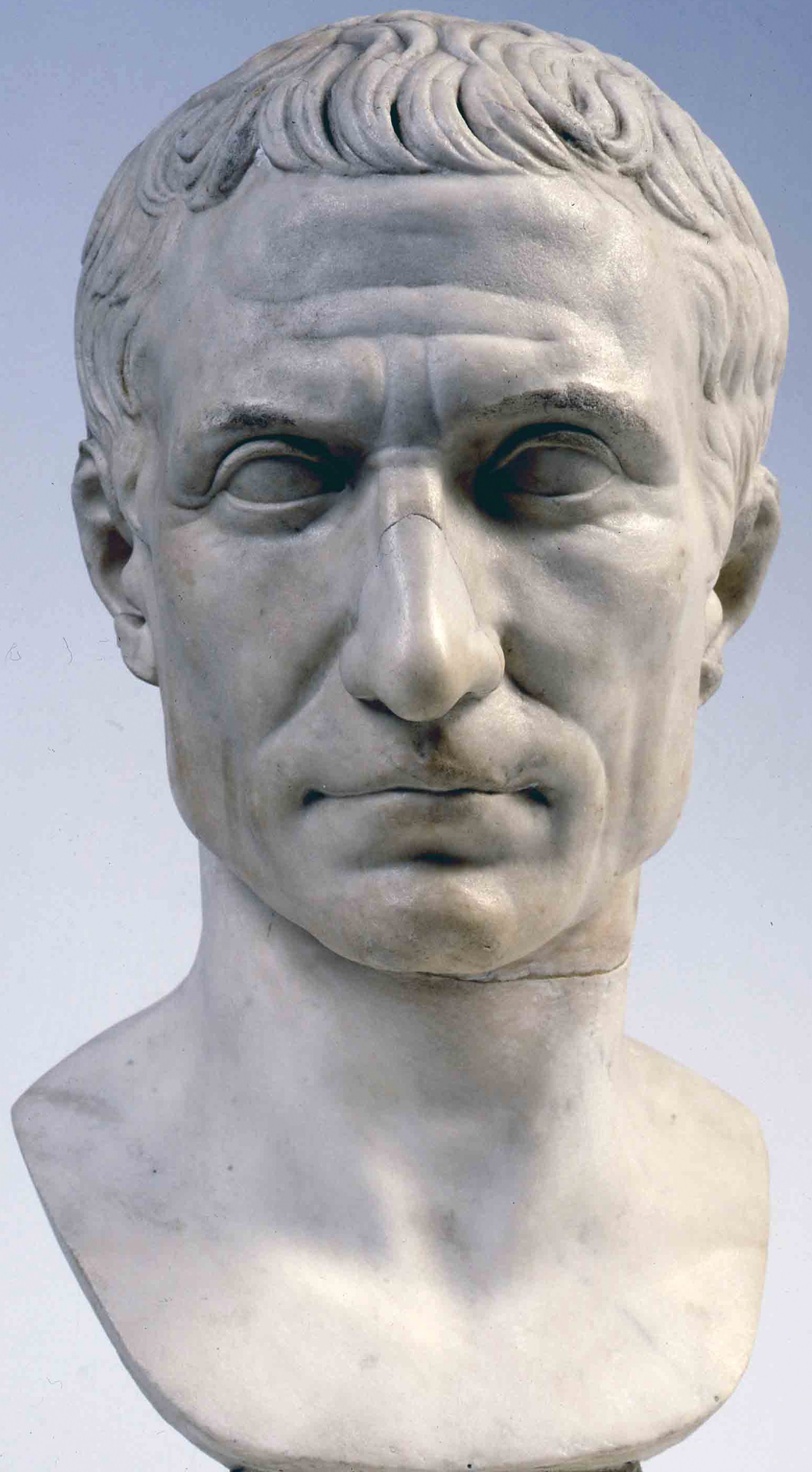
Busto di Giulio Cesare, nato il 13 luglio 101 a.C. a Roma.

## Nati
Ci sono circa 1 050 voci su persone nate il 13 luglio; vedi la pagina Nati il 13 luglio per un elenco descrittivo o la categoria Nati il 13 luglio per un indice alfabetico.

## Morti
Ci sono circa 520 voci su persone morte il 13 luglio; vedi la pagina Morti il 13 luglio per un elenco descrittivo o la categoria Morti il 13 luglio per un indice alfabetico.

## Feste e ricorrenze

### Civili
Nazionali:
- Kiribati – Festa dell'indipendenza, 2º giorno (non è festivo)
- Mongolia – Festa del Naadam, 3º giornoLa cerimonia del Naadam a Ulaanbaatar nel 2006.

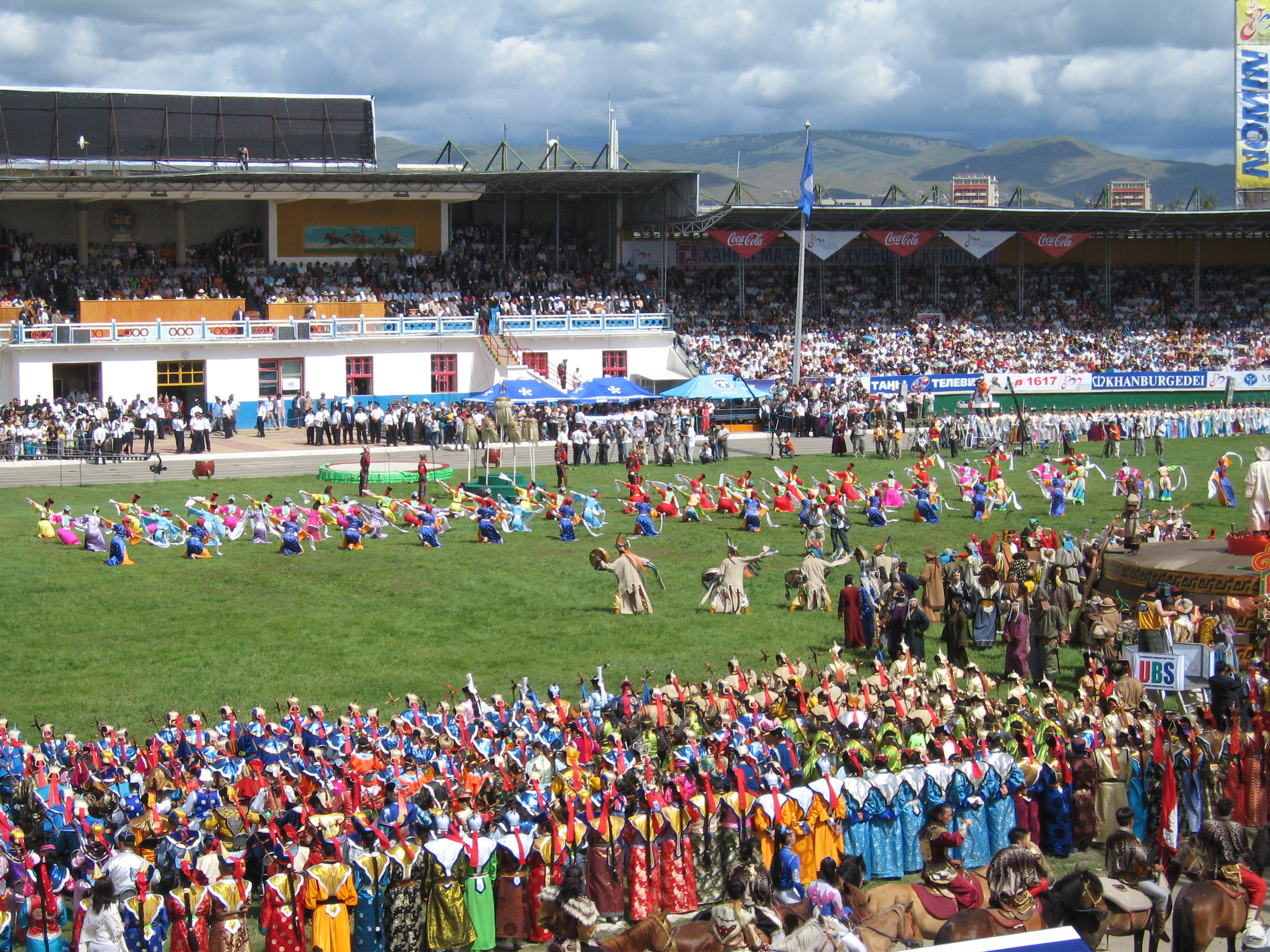
La cerimonia del Naadam a Ulaanbaatar nel 2006.

- Montenegro – Festa nazionale[1]

### Religiose
Bahá'í:
- Primo giorno del mese Kalimát (in arabo كلمات‎?) secondo il calendario bahai

Cristianesimo:
Chiesa cattolica:
- Sant'Enrico II di Germania, imperatore
- Santi Alessandro e trenta soldati, martiri
- Santa Clelia Barbieri, fondatrice delle Suore minime dell'Addolorata
- Sant'Emanuele Le Van Phung, martire
- Sant'Esdra, sacerdote dell'Antico Testamento
- Sant'Eugenio di Cartagine, vescovo
- San Gioele, profeta d’Israele, nella Chiesa latina prima del Martirologio Romano (1584)
- San Giuseppe Wang Guiji, martire
- Santa Mildred, badessa benedettina
- Santa Mirope di Chio, martire
- San Paolo Liu Jinde, martire
- San Serapione di Alessandria, martire
- San Sila, discepolo degli Apostoli
- Santa Teresa di Gesù di Los Andes, monaca carmelitana
- San Turiano di Dol (Turiavo), abate e vescovo
- Beato Carlos Manuel Rodríguez Santiago, laico portoricano
- Beato Ferdinando Maria Baccilieri, fondatore delle Suore serve di Maria di Galeazza
- Beato Francesco da Casale, agostiniano
- Beato Jacopo da Varazze, arcivescovo di Genova
- Beato Giovanni di Francia, mercedario
- Beati Ludovico Armando Giuseppe Adam e Bartolomeo Jarrige de la Morelie de Biars, martiri
- Beate Maddalena della Madre di Dio (Elisabeth Verchière) e cinque compagne, martiri
- Beato Mariano di Gesù Euse Hoyos, sacerdote
- Beato Tommaso Tunstal, martire

Chiesa ortodossa:
- Sant'Apostolo Figel
- San Melitone, martire
- San Michele il Giardiniere, neomartire
- San Pietro di Sinope, martire
- Santo principe Andrej Bogoljubskij
- Sinassi dei Santi 12 Apostoli

Religione romana antica e moderna:
- Natale di Apollo
- Ludi Apollinari, nono e ultimo giorno (al Circo Massimo)

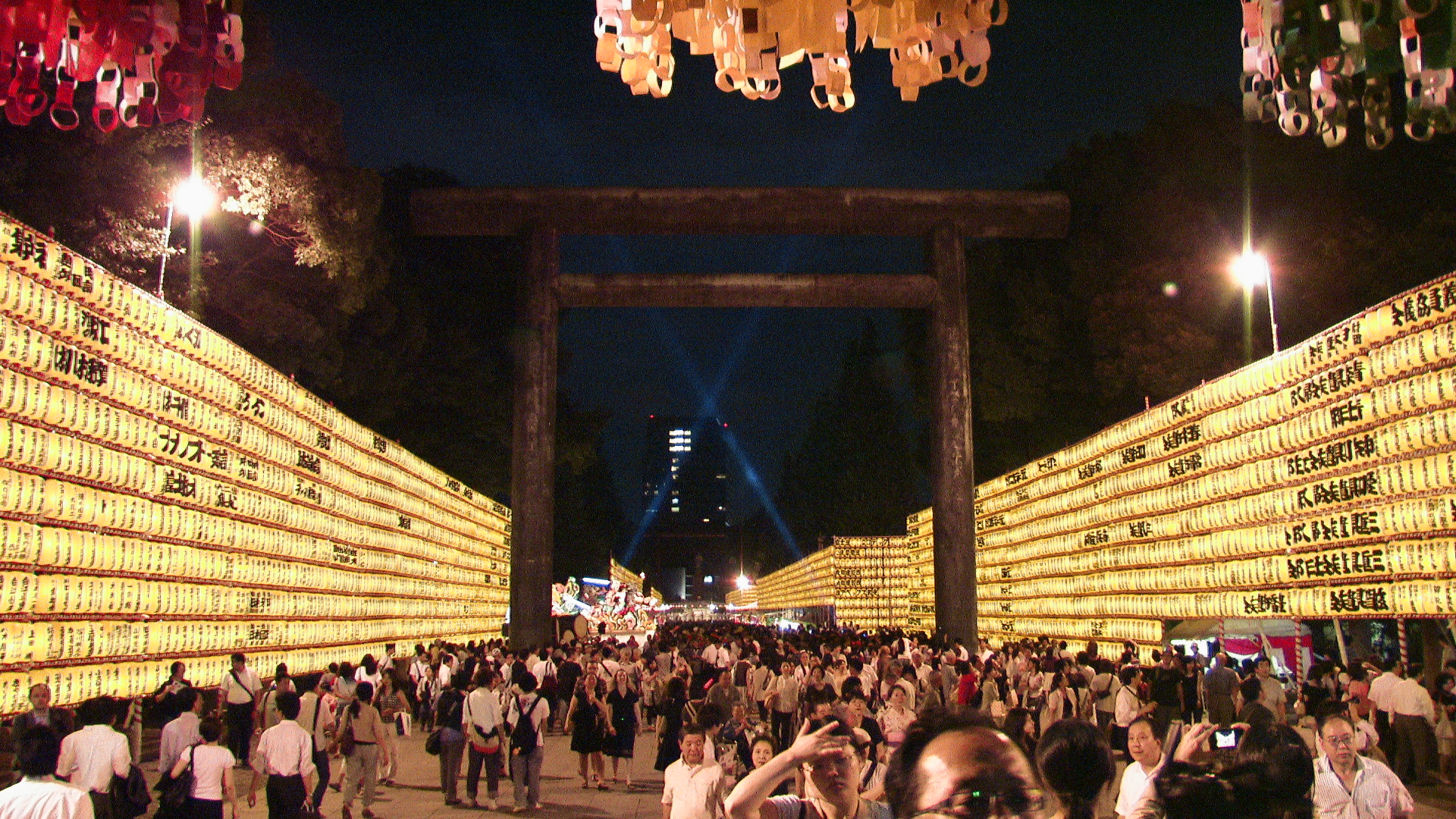
Mitama Matsuri al santuario Yasukuni

Shintoismo:
- Mitama Matsuri (みたままつり?), 1º giorno[6]